# Immunoglobulin A
Immunoglobulin A (IgA) er et antistof der primært findes i sekreter, hvor det spiller en væsentlig rolle for beskyttelse mod indtrængen af mikroorganismer. IgA får mikroorganismerne til at klumpe sammen, så de ikke kan trænge igennem slimhinden.
Det anslås, at ca. hver tyvende dansker lider af større eller mindre IgA mangel. Mange med lille/mindre IgA mangel lever dog uden symptomer.
Modermælk indeholder IgA.